# Philipp Hosiner
Philipp Hosiner (Eisenstadt, 15 mei 1989) is een Oostenrijks voetballer die bij voorkeur als aanvaller speelt. Hij debuteerde in 2011 in het Oostenrijks voetbalelftal.

## Clubcarrière
Hosiner speelde in de jeugd bij SC Eisenstadt, SV St. Margarethen, AKA Burgenland, SV Mattersburg en TSV 1860 München. Hij scoorde twaalf doelpunten in 31 wedstrijden voor het tweede elftal van TSV 1860 München. Daarna wisselde hij viermaal van club in vier jaar. Bij SV Sandhausen had hij moeite om de weg naar de netten te vinden, maar bij First Vienna en Admira Wacker ontbolsterde hij met dertien en vijftien doelpunten in één seizoen. Op 31 augustus 2012, de laatste dag van de winterse transferperiode, tekende hij een driejarig contract met optie op een vierde jaar bij Austria Wien. Admira Wacker ontving een bedrag van 700.000 euro voor hem.

## Interlandcarrière
Hosiner debuteerde op 7 oktober 2011 in het  Oostenrijks voetbalelftal, in een EK-kwalificatiewedstrijd tegen Azerbeidzjan. Hij viel twee minuten voor tijd in voor Marc Janko. In zijn tweede interland op 22 maart 2012, waarin hij voor het eerst in de basiself mocht starten, scoorde hij meteen zijn eerste en tweede interlanddoelpunt voor Oostenrijk tegen Faeröer. Oostenrijk won de wedstrijd met 6-0. Op 26 maart 2013 mocht hij in een WK-kwalificatiewedstrijd tegen Ierland opnieuw in de basiself starten. Martin Harnik zette de Oostenrijkers na elf minuten op voorsprong, maar Jonathan Walters bracht nog voor rust het scorebord in het voordeel van de Ieren. Hosiner werd na 62 minuten gewisseld voor Marc Janko. In blessuretijd sleepte David Alaba nog een punt uit de brand voor de Oostenrijkers.

## Erelijst
| Kampioen Bundesliga | 1x | 2012/13 |